# Leiva Petersen
Leiva Konstanze Petersen (* 28. November 1912 in Berlin; † 17. April 1992 in Weimar) war eine deutsche Klassische Philologin und Verlegerin.

## Leben
Leiva Petersen war die ältere von zwei Töchtern des Historikers Carl Petersen und seiner Frau Ida Minna (Minnie), geb. Räuber (* 1882). Der Generalsuperintendent Peter Friedrich Petersen war ihr Großvater. Sie studierte Klassische Philologie, Geschichte und Archäologie an den Universitäten in Frankfurt (Main), München, Kiel und Würzburg. 1937 wurde sie an der Johann Wolfgang Goethe-Universität Frankfurt am Main mit einer Arbeit zum Thema Zur Geschichte der Personifikation in griechischer Dichtung und bildender Kunst promoviert. Daran schloss sich eine Bildungsreise nach Italien und eine kurze Zeit als Hauslehrerin in Dänemark an.
1939 begann Petersen eine Buchhändlerlehre bei Hermann Böhlaus Nachfolger. 1942 wurde sie Leiterin und Kommanditistin des Verlages. In dieser Position verblieb sie bis ans Ende ihrer Karriere. 1946 bekam sie eine der ersten privaten Lizenzen der SMAD, 1947 wurde sie persönlich haftende Gesellschafterin. Es war bis in die 1980er Jahre einer der letzten unabhängigen Verlage der DDR, bis sie ihn 1978 an die Akademie der Wissenschaften der DDR verkaufte. Bis 1983 leitete sie den Verlag weiter als Abteilungsleiterin für diesen Verlag in der Akademie. Petersen betreute schon ab 1940 verschiedenste Projekte, etwa die von Karl Lothar Wolf angeregte Herausgabe von Goethes Naturwissenschaftlichen Schriften als Teil der Sophienausgabe, Klassiker der Reformationszeit (beispielsweise die Weimarer Ausgabe von Martin Luthers Werken) und der Deutschen Klassik sowie etwa von Friedrich Schiller und Gotthold Ephraim Lessing, außerdem die Zeitschrift der Savigny-Stiftung für Rechtsgeschichte. 1951 wurde Petersen von Konrad Schubring für die Wiederaufnahme und Leitung der Arbeiten an der Prosopographia Imperii Romani (PIR) gewonnen. Zunächst war sie freie Mitarbeiterin an der (Ost-)Berliner Akademie der Wissenschaften, von 1961 bis zu ihrer Emeritierung 1972 hatte sie eine Teilzeitstelle inne und war anschließend wieder freie Mitarbeiterin. Unter ihrer Leitung erschienen die PIR-Bände IV bis VI (Buchstaben G bis P) 1952 bis 1998. Als ihr Nachfolger war bereits 1994 Klaus Wachtel zum Leiter der PIR berufen worden.
Petersen galt als schillernde Persönlichkeit in der DDR-Wissenschaft. 1980 erhielt sie die Leibniz-Medaille der Akademie der Wissenschaften der DDR, 1982 wurde sie mit der Goldenen Goethe-Medaille der Goethe-Gesellschaft in Weimar ausgezeichnet, 1986 mit dem Reuchlin-Preis der Stadt Pforzheim. Sie war Mitglied des Verwaltungs-Ausschusses der Schiller-Nationalausgabe und des Ausschusses der Deutschen Schillergesellschaft. Sie war Mitglied des Vorstandes der Shakespeare-Gesellschaft sowie des Verlegerausschusses des Börsenvereins der Deutschen Buchhändler.

## Belege
1. ↑  Achim Aurnhammer, Wolfgang Braungart, Stefan Breuer, Ute Oelmann (Hrsg.): Stefan George und sein Kreis: Ein Handbuch. de Gruyter, Berlin 2016, ISBN 978-3-11-045688-2, S. 1578.
2. ↑  Archivierte Kopie (Memento vom 1. November 2009 im Internet Archive)
3. ↑  1986 - Leiva Petersen: Stadt Pforzheim. Abgerufen am 30. September 2021.
4. ↑  Ehrungen der Goethe-Gesellschaft
5. ↑  Preisträger

| Personendaten    | Personendaten                                                      |
| ---------------- | ------------------------------------------------------------------ |
| NAME             | Petersen, Leiva                                                    |
| ALTERNATIVNAMEN  | Petersen, Leiva Konstanze (vollständiger Name); Petersen, Leiva C. |
| KURZBESCHREIBUNG | deutsche Klassische Philologin und Verlegerin                      |
| GEBURTSDATUM     | 28. November 1912                                                  |
| GEBURTSORT       | Berlin                                                             |
| STERBEDATUM      | 17. April 1992                                                     |
| STERBEORT        | Weimar                                                             |